# Qays Shayesteh
Qays Shayesteh (persană: قیس شایسته) (n. 22 martie 1988, Kabul, Afganistan) este un fotbalist afgano-neerlandez care în prezent este liber de contract.

## Cariera internațională
Shayesteh a mers cu echipa națională de fotbal a Olandei under-19 împotriva Angliei unde a fost rezervă, așa că a ales echipa națională de fotbal a Afganistanului de seniori. Și-a făcut debutul pe data de 9 aprilie 2011 contra echipei naționale de fotbal a Sri Lankăi.